# Boris Lochthofen
Boris Lochthofen (* 1975 in Rodewisch) ist ein deutscher Journalist und aktuell geschäftsführender Gesellschafter der Teutocast GmbH und weiterer Unternehmen. Von 2016 bis Ende 2023 war er Direktor des MDR-Landesfunkhauses Thüringen in Erfurt. Zuvor war er der Geschäftsführer von Radio PSR und R.SA.

## Leben
Lochthofen wuchs in Erfurt auf und studierte an der Universität Leipzig – er hat einen Magister-Abschluss in Kommunikations- und Medienwissenschaft sowie Politikwissenschaft. Danach war er als freier Journalist tätig. Seit 2006 arbeitete er in Leipzig für das deutschlandweit tätige Radiounternehmen Regiocast, stieg rasch in verantwortliche Positionen auf und wurde 2014 Mitglied der Geschäftsleitung der Regiocast GmbH & Co. KG. Er leitete die sächsischen Privatradio-Programme Radio PSR und R.SA seit 1. Juli 2010 als Geschäftsführer. Lochthofen ist in vielen bundesweiten und regionalen Branchen-Institutionen engagiert.
Auf Beschluss des MDR-Rundfunkrates wurde Boris Lochthofen Anfang 2016 zum Direktor des MDR-Landesfunkhauses Thüringen in Erfurt berufen. Für das Amt hatte ihn die MDR-Intendantin Karola Wille vorgeschlagen. Seit 2016 ist er Mitglied im Universitätsrat der Universität Erfurt. Er wurde Oktober 2019 in diesem Amt bestätigt.
Ende September 2023 wurde bekannt, dass Boris Lochthofen zum Jahresende seine Tätigkeit für den MDR beendet. Er war Kandidat für die Nachfolge der MDR-Intendantin Karola Wille, der in seiner Abschiedserklärung sein „ganz besonderer Dank“ galt; Wille wiederum
bedauerte Lochthofens Entschluss und dankte ihm „für die gemeinsame Zusammenarbeit in den vergangenen acht Jahren, sein Engagement, seine Leidenschaft und seine Professionalität.“ Der MDR-Verwaltungsrat hatte sich im Januar 2023 gegen ihn entschieden und den bisherigen MDR-Verwaltungsdirektor Ralf Ludwig zum neuen Intendanten gewählt.
Lochthofen ist seit 1. Januar 2024 Partner und Geschäftsleiter des Beteiligungsnetzwerkes der Medien- und Technologie-Investoren Erwin Linnenbach (masqueradio GmbH mit Beteiligungen u. a. an Wolffberg Management Communication, actaport) und Jozsef Bugovics (Bugovics Industries GmbH mit Beteiligungen u. a. an Divicon Media Holding). 
Diesbezüglich übernahm er als geschäftsführender Gesellschafter die operative Führung der Radio-Holding Teutocast GmbH, der Raudio.Biz GmbH, der National German Radio GmbH sowie weiterer Unternehmen des Netzwerkes. Lochthofen folgt in der Funktion als geschäftsführender Gesellschafter auf Erwin Linnenbach.

## Familie
Boris Lochthofen ist verheiratet und hat eine Tochter. Sein Vater ist der Autor und Journalist Sergej Lochthofen, sein Großvater ist Lorenz Lochthofen.